# Anittasz
Anittasz (𒁹𒀀𒉌𒀉𒋫𒀸 vagy 𒁹𒀀𒉌𒋫 mA-ni-it-ta[š] vagy mA-ni-ta, sokszor Anitta) az egyik legfontosabb protohatti uralkodó. Pithanasz fiaként született Kusszara városában. Folytatta apja harcos politikáját és sorban hódította meg Anatólia városait, Hattuszaszt, Calpát, Kanist. Apja székhelyét elhagyva a korábban elfoglalt Nesza városába tette fővárosát. Ezt az Anittasz kiáltványa (CTH#1) címen ismert dokumentum erősíti meg amelynek 55-56. sora szerint nemcsak átköltözött Neszába, de a korábban éppen általa lerombolt várost újjáépítette, megerősítette, valamint templomot emelt Tarhuntasz viharisten és Sziusz napisten számára. A CTH#1 szerint a napisten szobrát elrabló Uhnasz utódját, Huccijaszt fogolyként vitte Neszába. A városban Varszamasz csarnoka mellé helyőrségi kaszárnyát és őrtornyot emelt.
Anittasz ismert feliratai – töredékességük ellenére – egyedüliként világítják meg a protohatti kor végének territoriális viszonyait és az események menetét. Ez a körülmény azonban óvatosságra is int egyben, mivel más források nem támasztják alá. Hasonló a helyzet a hettita feliratok megismerése előtti hettita történeti képhez, amelyhez csak II. Ramszesz feliratai szolgáltattak meglehetősen eltorzított alapot. A régészet eredményei szerint az bizonyos, hogy a korban szinte minden nagyobb város elpusztult. Ezek közt volt Calpa, amely sosem kapott többé jelentősebb szerepet a hettita történelemben, és ezek közt volt Hattuszasz is, amelyet Anittasz megátkozott, hogy sose települjön újra. Hattuszasz erődje és királya, Pijuszti a második szalampai csata után esett el.

„Éjszaka rohammal bevettem, és helyére gaznövények magvait vetettem (...) Aki utánam uralkodik majd és Hattuszaszt újra benépesíti, afölött az ég Viharistene (azaz Tarhuntasz) mondjon ítéletet!”

– Ceram, C.W.. A hettiták regénye. Gondolat K. (1964)
 i. m. 83. old. Eredetiben Anittasz proklamációja, (CTH#1) 11§, 47-48.

Neszai uralkodásáról egykorú bizonyítékként került elő a kanisi bronztőr, amelynek felirata: É.GAL A-ni-ta ru-bā-im. Anittasz királyi címei és hatalmi jelképei folytonosan gazdagodtak az idők során, és a későbbi hettita királyok szinte minden elemét átvették és tovább használták. Ő használta először a Nagy Király címet, miután legyőzte a puruszhandai, más néven nem ismert Nagy Királyt. Innen származik a trónisten, a vastrón és a vasjogar, mint a legfőbb hatalmi jelképek. A következő idők uralkodói gyakran használtak kereszt alakú pecsétnyomót, amely viszont Huccijasz király nevéhez köthető, aki vagy Hattuszasz, vagy Calpa (vagy mindkettő) ura volt, és szintén Anittasz győzte le. Mindezek a hagyománnyá váló jelképek és rítusok, valamint Anittasz kiáltványa hozzájárul ahhoz az elképzeléshez, hogy Anittasz szerepe nagy jelentőségű a Hettita Birodalom kialakulásában, megalapozásában. Ide tartozik Tarhuntasz és Sziusz tisztelete is.
Anittasz halála utánról ismereteink még hézagosabbak, mivel a későbbi korokból nem ismert olyan felirat, amely elmondaná az eseményeket. Több mint egy évszázadnyi ismeretlen kor következik, amely azonban meghatározó jelentőségű volt a további hettita történelemben. Nem tudjuk, hogy a kusszara-neszai királyság volt-e a későbbi hettita királyság magva, vagy valamely más hatalmi góc alakította azt ki.

## Lásd még
Hettita uralkodók listája

## Galéria

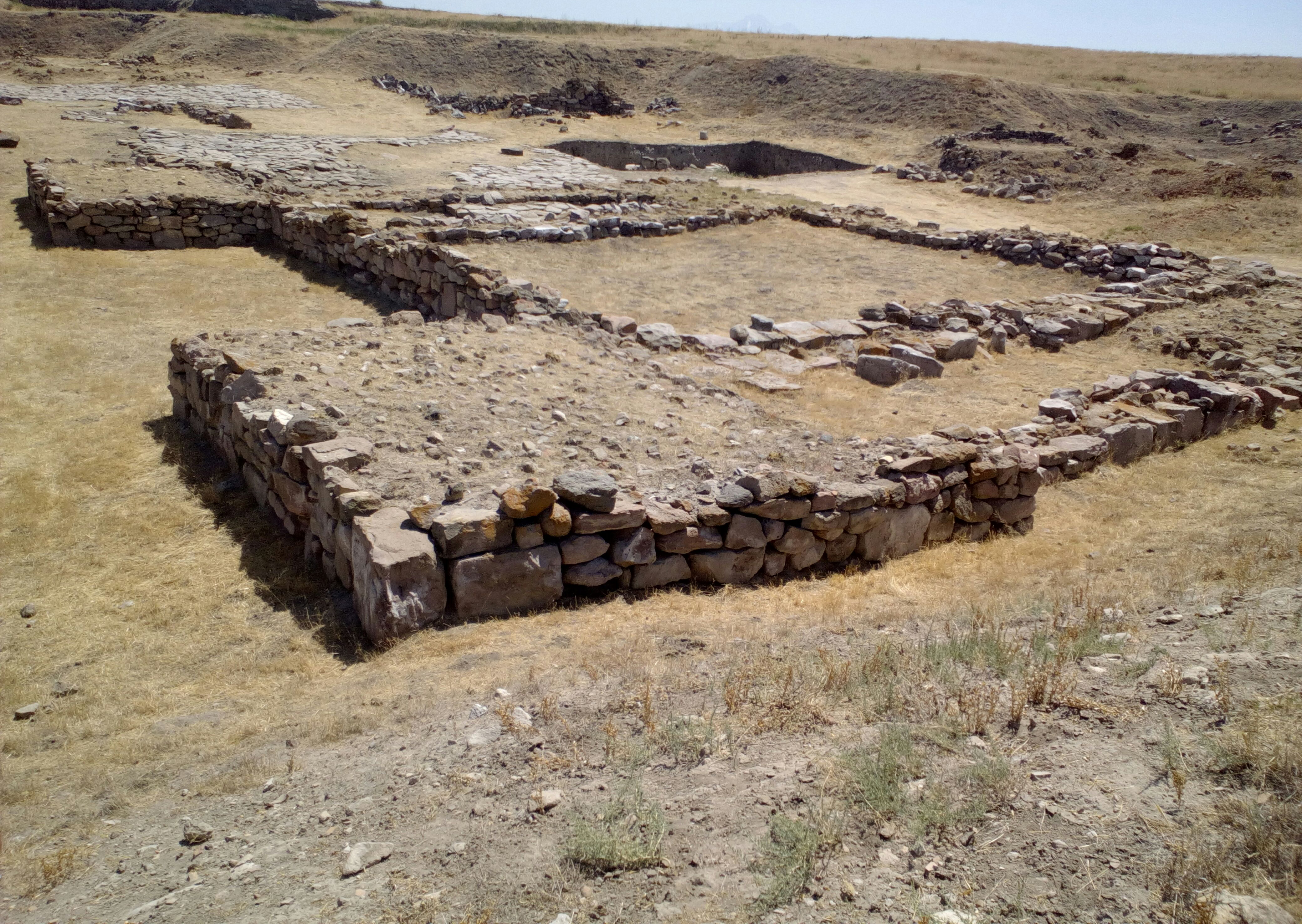
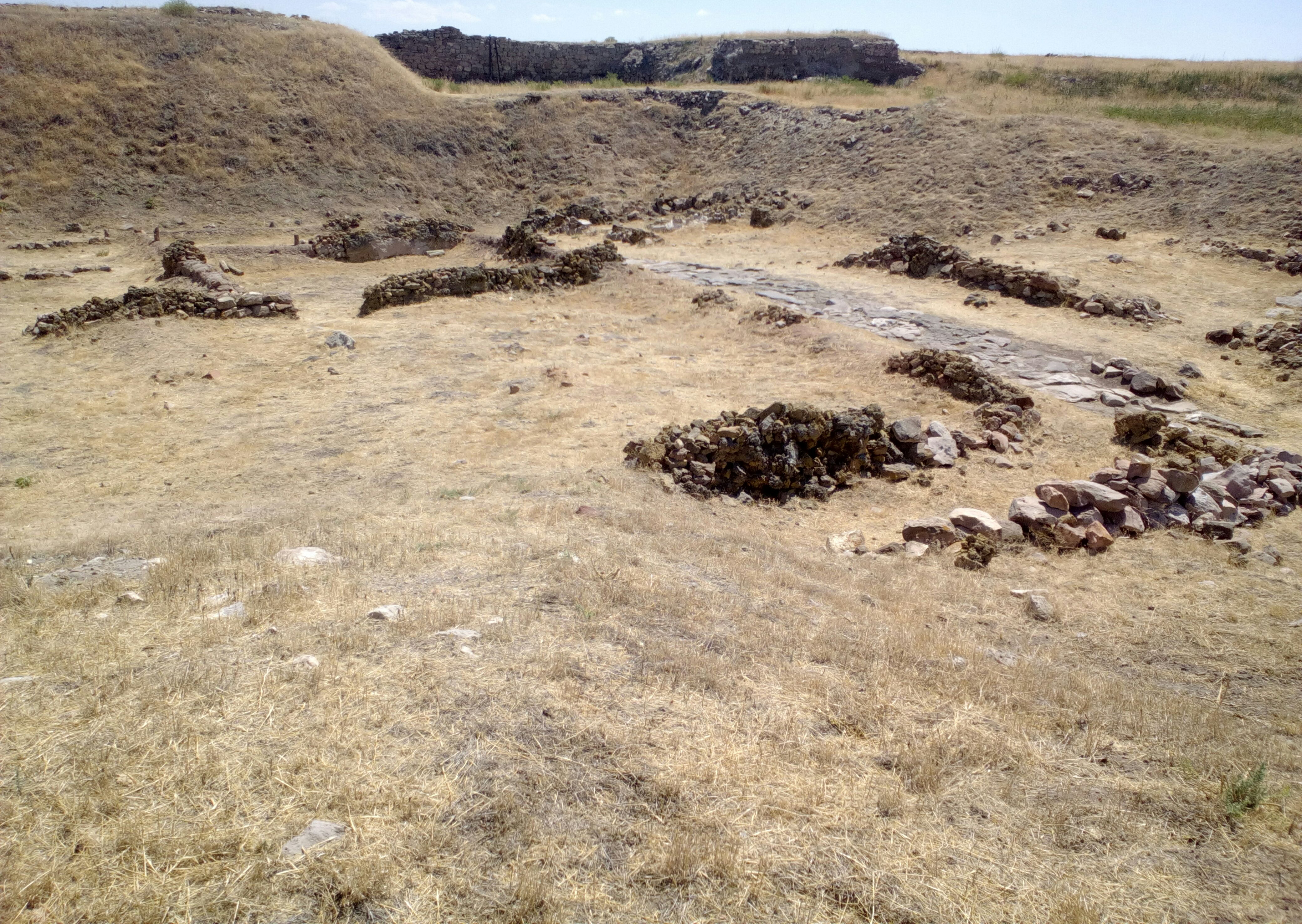
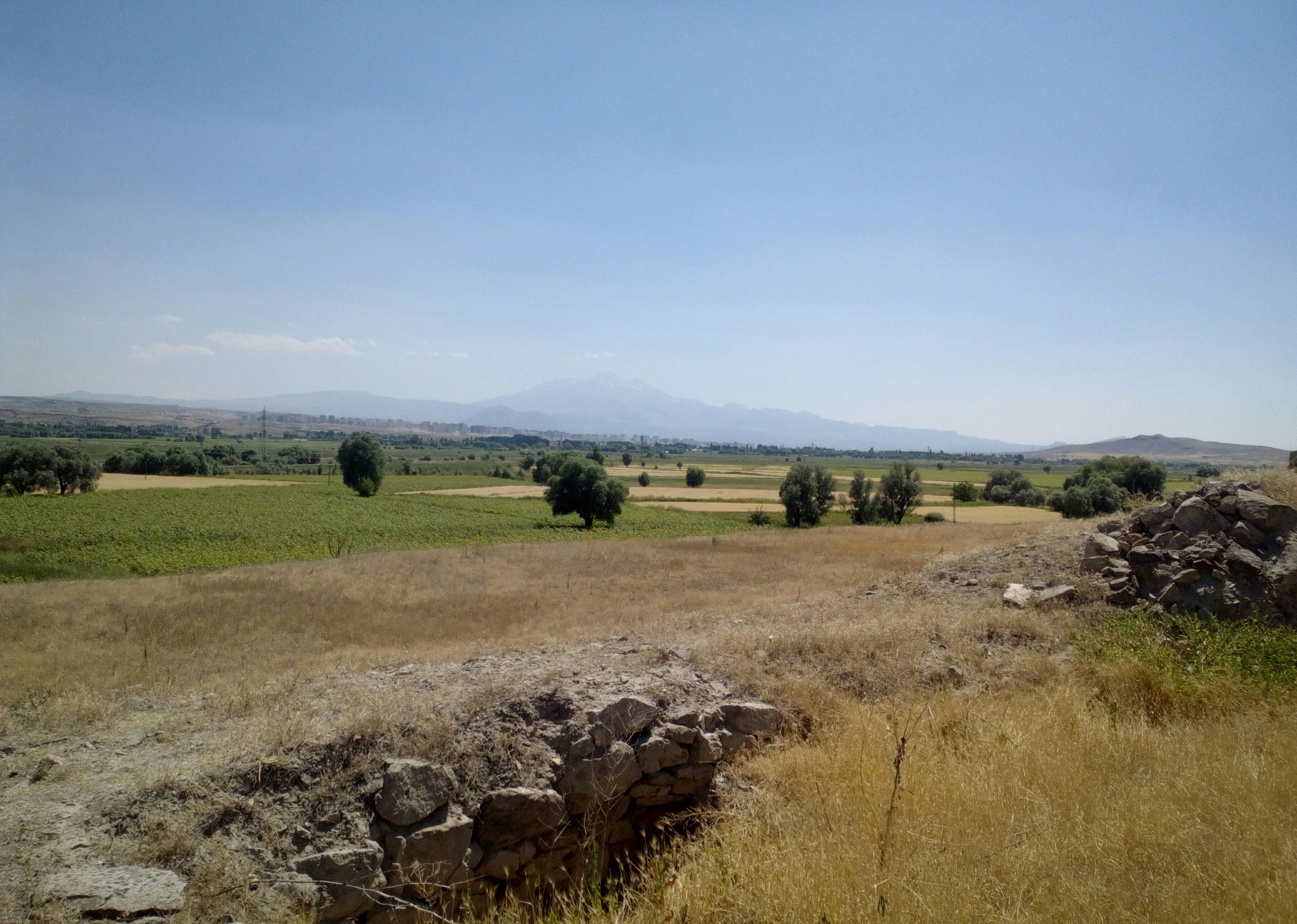

| Előző uralkodó: Pithanasz | hettita király i. e. 18. század | Következő uralkodó: Peruvasz vagy Tudhalijasz(?) |